# Bellezze al bagno
Bellezze al bagno è stato un programma televisivo italiano d'intrattenimento, andato in onda tra il 1989 e il 1993 in prima serata, inizialmente su Canale 5 e poi su Rete 4.

## Il programma
Ispirato al noto format Rai Giochi senza frontiere, il programma era curato da Fatma Ruffini e prodotto da La Italiana Produzione. Prevedeva inizialmente una sfida tra località italiane, poi una sfida tra squadre di quattro differenti paesi europei (nello specifico l'Italia, la Francia, la Germania e la Spagna, rappresentati da una squadra proveniente da una precisa località, nonché dalle TV allora fondate da Fininvest) in una serie di giochi ideati dagli autori e realizzati nelle piscine dei parchi acquatici presso i quali la trasmissione veniva ospitata e registrata: l'Atlantica Park di Cesenatico nel 1989, l'Aquafan di Riccione nel 1990 e 1991, l'Aquaria Park di Pinarella nel 1992 e all'Aquabell di Bellaria nel 1993. Leggermente differente era invece il regolamento della prima edizione, che prevedeva una gara tra le venti regioni italiane.
Le "bellezze" citate nel titolo, ispirato all'omonimo film del 1944 Bellezze al bagno di George Sidney, erano rappresentate da un gruppo di ragazze che ballavano durante i momenti musicali e fungevano da "segnapunti" durante la gara.

### Regolamento
In ogni puntata si sfidavano tra loro quattro squadre composte da gruppi di concorrenti provenienti da una determinata località della nazione che rappresentavano. I concorrenti accumulavano punti sfidandosi nei diversi giochi, solitamente prove a tempo o di abilità ambientati nelle piscine, ciascuno dei quali assegnava 4 punti alla squadra vincitrice, 3 alla seconda classificata, 2 alla terza e 1 punto all'ultima. Ogni squadra aveva la possibilità di giocare, durante ogni puntata, un jolly, che permetteva di raddoppiare il punteggio ottenuto in quella manche. La squadra con maggior punteggio al termine della puntata risultava essere la vincitrice. Al termine di ciascuna edizione veniva disputata una finale, che aveva come rappresentanti di ogni nazione la squadra che aveva totalizzato il maggior punteggio durante la prima partecipazione.
Nella prima edizione, nella quale i concorrenti erano le venti regioni italiane, il regolamento era simile.
I giochi proposti variavano nelle differenti edizioni ad eccezione del "Sireniere", che richiamava Il Musichiere di Mario Riva: l'obiettivo era quello di indovinare un motivo (eseguito dalla band del programma o da un ospite musicale) prenotandosi per primi facendo suonare una sirena, da raggiungere superando un percorso disseminato da alcuni ostacoli. Un altro gioco era quello del "Bacio mozzafiato", che ogni squadra svolgeva singolarmente nell'arco della trasmissione: in apnea in una piscina, una coppia di concorrenti doveva darsi un bacio sulle labbra restando il più a lungo possibile sott'acqua.

### Conduzione
La trasmissione è stata proposta per cinque differenti edizioni, tutte trasmesse in prima serata nei mesi estivi dal 1989 al 1993.
La prima è andata in onda il giovedì su Canale 5 dal 15 giugno al 7 settembre 1989 con la conduzione di Milly Carlucci, che interpretava anche la sigla di coda Cuando calienta el sol (quella d'apertura era Barbara Ann dei Beach Boys), affiancata dai comici Enrico Beruschi, Enzo Braschi e Carlo Pistarino. Autore dei giochi era Alvise Borghi, anche giudice arbitro delle gare, e tra gli altri autori erano presenti Marco Posani e la Gialappa's Band, mentre la regia era di Mario Bianchi, che curò anche le due edizioni successive. La gara viene vinta da Arborea, in rappresentanza della Sardegna. 
La seconda è andata in onda sempre il giovedì su Canale 5 dal 28 giugno per tredici puntate e la conduzione venne affidata a Marco Columbro, affiancato da Francesco Salvi e Sabina Stilo.
La terza edizione fu trasmessa il sabato sera dal 29 giugno al 21 settembre 1991 per tredici puntate ed era condotta da Claudio Lippi con la partecipazione di Gigi e Andrea e nuovamente di Sabina Stilo.
La quarta edizione, nell'ambito di un riequilibrio dei palinsesti delle reti Fininvest voluto da Silvio Berlusconi, venne invece trasmessa su Rete 4 la domenica sera dal 28 giugno al 20 settembre 1992 con la conduzione di Giorgio Mastrota e Patrizia Rossetti, poi sostituita per l'edizione 1993, partita il 20 giugno, da Heather Parisi. La regia di queste edizioni era curata da Gino Landi.
Il programma è stato riproposto più volte in replica nel palinsesto pomeridiano di Rete 4 nel 1994 e nel 1996 e nel pomeridiano del sabato sulla rete satellitare Happy Channel e sul canale digitale Mediaset Extra.

## Edizioni, location e conduttori
| Edizione | Stagione | Location                     | Rete televisiva | Conduzione       | Conduzione        | Altri componenti del cast | Altri componenti del cast | Altri componenti del cast | Regia         |
| -------- | -------- | ---------------------------- | --------------- | ---------------- | ----------------- | ------------------------- | ------------------------- | ------------------------- | ------------- |
| 1        | 1989     | Atlantica Park di Cesenatico | Canale 5        | Milly Carlucci   | Milly Carlucci    | Enrico Beruschi           | Enzo Braschi              | Carlo Pistarino           | Mario Bianchi |
| 2        | 1990     | Aquafan di Riccione          | Canale 5        | Marco Columbro   | Sabina Stilo      | Francesco Salvi           | Francesco Salvi           | Francesco Salvi           | Mario Bianchi |
| 3        | 1991     | Aquafan di Riccione          | Canale 5        | Claudio Lippi    | Sabina Stilo      | Gigi e Andrea             | Gigi e Andrea             | Gigi e Andrea             | Mario Bianchi |
| 4        | 1992     | Aquaria Park di Pinarella    | Rete 4          | Giorgio Mastrota | Patrizia Rossetti | -                         | -                         | -                         | Gino Landi    |
| 5        | 1993     | Aquabell di Bellaria         | Rete 4          | Giorgio Mastrota | Heather Parisi    | -                         | -                         | -                         | Gino Landi    |

## Esportazione del format e spin-off
Il programma fu realizzato anche per gli altri canali editi dalla Fininvest e nati proprio in quel periodo in Germania (Tele 5), Francia (La Cinq) e Spagna (Telecinco). In particolar modo, la versione spagnola intitolata Bellezas al agua era condotta da Natalia Estrada.
Tra il 1991 e il 1992, inoltre, è stato proposto per due stagioni anche in versione invernale, intitolato Bellezze sulla neve e ambientato sulle montagne.